# Летонија на Летњим олимпијским играма 1932.
Летонији је учешће на Олимпијским играма 1932. у Лос Анђелесу, било треће на Летњим олимпијским играма. На ове игре Олимпијски комитет Летоније послао је двојицу спортиста који су се такмичили у атлетици.
Спортисти Летоније су на овим Играма освојили прву олимпијску медаљу. Овим успехом Летонија је поделила 22 место у укупном пласнану од 27 земаља које су освајале медаље, односно 37 земаља учесница.

## Освајачи медаља

### Сребро
- Јанис Далинш — атлетика, 50 км ходање

## Учесници по спортовима
| Спорт     | Мушкарци | Жене | Укупно |
| --------- | -------- | ---- | ------ |
| Атлетика  | 2        | 0    | 2      |
| Укупно(1) | 2        | 0    | 2      |

## Атлетика
Мушкарци
| Атлетичар    | Дисциплина   | Квалификације | Квалификације | Полуфинале | Полуфинале | Финале  | Финале | Белешка |
| Атлетичар    | Дисциплина   | Рез.          | Плас.         | Рез.       | Плас.      | Рез.    | Плас.  | Белешка |
| ------------ | ------------ | ------------- | ------------- | ---------- | ---------- | ------- | ------ | ------- |
| Јанис Далинш | 50 км ходање |               |               |            |            | 4:57:20 |        |         |

Десетобој за мушкарце
| Дисциплина    | Јанис Димза | Јанис Димза  | Јанис Димза  | Јанис Димза | Јанис Димза   | Јанис Димза   | Јанис Димза |
| Дисциплина    | Резултат    | Бод. (1912)* | Бод. (1985)* | Плас.       | Укупно (1912) | Укупно (1985) | Плас.       |
| ------------- | ----------- | ------------ | ------------ | ----------- | ------------- | ------------- | ----------- |
| 100 м         | 11,3        | 833,4        | 744          | =4          |               |               |             |
| Скок удаљ     | 7,22        | 906,90       | 866          | 2           | 1.740,3       | 1.610         | 3.          |
| Бацање кугле  | 14,33       | 899          | 749          | 3           | 2.639,3       | 2.359         | 1.          |
| Скок увис     | 1,78        | 790          | 610          | 3           | 3.429,3       | 2.969         | 1.          |
| 400 м         | 54,8        | 751,84       | 601          | 12          | 4,181,140     | 3.570         | 2.          |
| 110 м препоне | 16,4        | 867,0        | 662          | 8           | 5,048,140     | 4.232         | 4           |
| Бацање диска  | 40,76       | 830,90       | 680          | 6           | 5,879,040     | 4.912         | 4           |
| Скок мотком   | 3,50        | 757          | 482          | =4          | 6,636,040     | 5.394         | 2           |
| Бацање копља  | Одустао     | Одустао      | Одустао      | Одустао     | Одустао       | Одустао       | Одустао     |
| 1500 м        | Одустао     | Одустао      | Одустао      | Одустао     | Одустао       | Одустао       | Одустао     |

- Године у загради означавају таблице у вишебоју по којима су се тада (1912) и данас (1985) бодовали постигнути резултати.

## Посебан уметнички програм
Од Летњих олимпијских игара 1912. у Стокхолму до 1948. у допунском програму Игара одржавао се уметнички програм у којем су се такмичили уметници у више дисциплина у архитектури, вајарству, сликарству, музици и књижевности. Летонски уметници су се такмичили три пута: 1928., 1932. и 1936.. На тим Играма, учествовало је 7 уметника у 5 дисциплина. Медаље освојене у овом уметничком програму нису улазиле у укупан број освојених медаља земље учеснице.
На Летњим олимпијским играма 1932. учествовала су 3 уметника.
Музика
Ernests Elks-Elksnītis — није освојио медаљу
Сликарствоакварели и цртежи, уље, графика,
Konstantīns Visotskis са 6 уметничких радова није освојио медаљу
Friedrich Baur са три рада није освојио медаљу